# Slammiversary XV
Slammiversary XV è stata la quindicesima edizione del pay-per-view prodotto da Impact Wrestling (IW). L'evento ha avuto luogo il 2 luglio 2017 presso la Impact Zone di Orlando, in Florida.

## Unificazione dei titoli
In questa edizione di Slammiversary avviene l'unificazione dei titoli Impact Wrestling World Heavyweight Championship e GFW World Heavyweight Championship (il cui detentore diventa Alberto El Patron), quello femminile Impact Wrestling Knockout's Championship e GFW Women's Championship (Sienna) ed il titolo di coppia Impact Wrestling World Tag Team Championship e GFW Tag Team Championship (The Latin American Xchange).

## Risultati
| # | Match | Stipulazioni | Durata         |
| - | --- | --- | -------------- |
| 1 | Allie, Braxton Sutter e Mahabali Shera hanno sconfitto KM, Kongo Kong e Laurel Van Ness | Six person Intergender Tag Team match                                                                                                 | 07:05 Pre-show |
| 2 | The Latin American Xchange (Ortiz e Santana) (c) (con Diamante, Homicide e Konnan) (Impact) hanno sconfitto Drago e El Hijo del Fantasma (AAA), Laredo Kid e Garza Jr. (The Crash) e Naomichi Marufuji e Taiji Ishimori (Pro Wrestling Noah) | Fatal four-way tag team match per l'unificazione dei titoli Impact Wrestling World Tag Team Championship e GFW Tag Team Championship. | 14:40          |
| 3 | DeAngelo Williams (con Austin Dillon e Gary Barnidge) e Moose hanno sconfitto Chris Adonis ed Eli Drake | Tag team match | 10:40          |
| 4 | Ethan Carter III ha sconfitto James Storm | Strap match | 10:50          |
| 5 | Jeremy Borash e Joseph Park (Abyss) hanno sconfitto Josh Mathews e Scott Steiner | No disqualification match | 10:52          |
| 6 | Alisha Edwards ed Eddie Edwards hanno sconfitto Angelina Love-Richards e Davey Richards | Full Metal Mayhem match | 08:30          |
| 7 | Sonjay Dutt (c) ha sconfitto Low-Ki (2-1) | 2 out of 3 falls match per il titolo Impact Wrestling X Division Championship                                                         | 16:14          |
| 8 | Sienna (GFW) Ha sconfitto Rosemary (Impact) per sottomissione | Single match per l'unificazione dei titoli Impact Wrestling Knockout's Championship e GFW Women's Championship.                       | 10:55          |
| 9 | Alberto El Patrón (GFW) (con Dos Caras) ha sconfitto Lashley (Impact) (con King Mo) | Single match per l'unificazione dei titoli Impact Wrestling World Heavyweight Championship e GFW World Heavyweight Championship.      | 18:05          |
|   | (c) = campione in carica al momento dell'inizio del match | |                |

### X Division 2-out-of 3 falls match
In riferimento alla settima riga della tabella soprastante.
| Schienato   | Schienante  | Punteggio | Tempo |
| ----------- | ----------- | --------- | ----- |
| Sonjay Dutt | Low-Ki      | 1-0       | 7:28  |
| Low-Ki      | Sonjay Dutt | 1-1       | 12:39 |
| Low-Ki      | Sonjay Dutt | 1-2       | 16:14 |
| Vincitore   | Sonjay Dutt |           |       |